# 西経62度線
西経62度線（せいけい62どせん）は、本初子午線面から西へ62度の角度を成す経線である。北極点から北極海、北アメリカ、大西洋、南アメリカ、南極海、南極大陸を通過して南極点までを結ぶ。
西経62度線は、東経118度線と共に大円を形成する。

## 通過する地域一覧
西経62度線は、北極点から南極点まで南に向かって以下の場所を通っている。
| 地理座標                                             | 国土・領土・領海         | 備考 |
| ---------------------------------------------------- | ------------------------ | --- |
| 北緯90度0分 西経62度0分 / 北緯90.000度 西経62.000度  | 北極海                   | |
| 北緯83度24分 西経62度0分 / 北緯83.400度 西経62.000度 | リンカーン海             | |
| 北緯82度30分 西経62度0分 / 北緯82.500度 西経62.000度 | カナダ                   | ヌナブト準州 — エルズミーア島 |
| 北緯82度5分 西経62度0分 / 北緯82.083度 西経62.000度  | ネアズ海峡               | |
| 北緯81度8分 西経62度0分 / 北緯81.133度 西経62.000度  | グリーンランド           | |
| 北緯76度4分 西経62度0分 / 北緯76.067度 西経62.000度  | バフィン湾               | |
| 北緯70度0分 西経62度0分 / 北緯70.000度 西経62.000度  | デービス海峡             | |
| 北緯67度3分 西経62度0分 / 北緯67.050度 西経62.000度  | カナダ                   | ヌナブト準州 — バフィン島 |
| 北緯66度17分 西経62度0分 / 北緯66.283度 西経62.000度 | デービス海峡             | エクセター海峡（英語版） |
| 北緯66度2分 西経62度0分 / 北緯66.033度 西経62.000度  | カナダ                   | ヌナブト準州 — バフィン島 |
| 北緯66度1分 西経62度0分 / 北緯66.017度 西経62.000度  | デービス海峡             | Angijak島（ カナダ・ヌナブト準州、北緯65度39分 西経62度7分 / 北緯65.650度 西経62.117度）の東を通過 |
| 北緯60度0分 西経62度0分 / 北緯60.000度 西経62.000度  | 大西洋                   | ラブラドル海 |
| 北緯57度55分 西経62度0分 / 北緯57.917度 西経62.000度 | カナダ                   | ニューファンドランド・ラブラドール州 — ラブラドール地方 ケベック州（北緯52度0分 西経62度0分 / 北緯52.000度 西経62.000度から） |
| 北緯50度12分 西経62度0分 / 北緯50.200度 西経62.000度 | セントローレンス湾       | ジャック・カルティエ海峡 |
| 北緯49度22分 西経62度0分 / 北緯49.367度 西経62.000度 | カナダ                   | ケベック州 — アンティコスティ島 |
| 北緯49度4分 西経62度0分 / 北緯49.067度 西経62.000度  | セントローレンス湾       | |
| 北緯47度17分 西経62度0分 / 北緯47.283度 西経62.000度 | カナダ                   | ケベック州 — マドレーヌ諸島 |
| 北緯47度13分 西経62度0分 / 北緯47.217度 西経62.000度 | セントローレンス湾       | |
| 北緯46度28分 西経62度0分 / 北緯46.467度 西経62.000度 | カナダ                   | プリンスエドワードアイランド州 — 最東端地点 |
| 北緯46度27分 西経62度0分 / 北緯46.450度 西経62.000度 | セントローレンス湾       | ノーサンバーランド海峡（英語版） |
| 北緯45度52分 西経62度0分 / 北緯45.867度 西経62.000度 | カナダ                   | ノバスコシア州 |
| 北緯44度59分 西経62度0分 / 北緯44.983度 西経62.000度 | 大西洋                   | |
| 北緯17度45分 西経62度0分 / 北緯17.750度 西経62.000度 | カリブ海                 | バーブーダ島（ アンティグア・バーブーダ、北緯17度42分 西経61度53分 / 北緯17.700度 西経61.883度）の西を通過 アンティグア島（ アンティグア・バーブーダ、北緯17度6分 西経61度54分 / 北緯17.100度 西経61.900度）の西を通過 モントセラト（北緯16度41分 西経62度9分 / 北緯16.683度 西経62.150度）の東を通過 バス・テール島（ グアドループ、北緯16度16分 西経61度48分 / 北緯16.267度 西経61.800度）の西を通過 グレナダ（北緯12度0分 西経61度48分 / 北緯12.000度 西経61.800度）の西を通過 |
| 北緯10度43分 西経62度0分 / 北緯10.717度 西経62.000度 | ベネズエラ               | パリア半島（英語版） |
| 北緯10度39分 西経62度0分 / 北緯10.650度 西経62.000度 | パリア湾（英語版）       | トリニダード島（ トリニダード・トバゴ、北緯10度3分 西経61度55分 / 北緯10.050度 西経61.917度）の西を通過 |
| 北緯9度56分 西経62度0分 / 北緯9.933度 西経62.000度   | ベネズエラ               | |
| 北緯4度10分 西経62度0分 / 北緯4.167度 西経62.000度   | ブラジル                 | ロライマ州 アマゾナス州（南緯1度11分 西経62度0分 / 南緯1.183度 西経62.000度から） ロンドニア州（南緯8度48分 西経62度0分 / 南緯8.800度 西経62.000度から） |
| 南緯13度21分 西経62度0分 / 南緯13.350度 西経62.000度 | ボリビア                 | |
| 南緯20度12分 西経62度0分 / 南緯20.200度 西経62.000度 | パラグアイ               | |
| 南緯23度0分 西経62度0分 / 南緯23.000度 西経62.000度  | アルゼンチン             | 本土、ベルメオ島（英語版）、トリニダード島（英語版） |
| 南緯39度10分 西経62度0分 / 南緯39.167度 西経62.000度 | 大西洋                   | |
| 南緯60度0分 西経62度0分 / 南緯60.000度 西経62.000度  | 南極海                   | |
| 南緯63度15分 西経62度0分 / 南緯63.250度 西経62.000度 | サウス・シェトランド諸島 | ロー島 — アルゼンチン（アルゼンチン領南極）と チリ（チリ領南極）と イギリス (イギリス領南極地域)が領有権を主張 |
| 南緯63度19分 西経62度0分 / 南緯63.317度 西経62.000度 | 南極海                   | |
| 南緯64度0分 西経62度0分 / 南緯64.000度 西経62.000度  | 南極大陸                 | Liège島 — アルゼンチン（アルゼンチン領南極）と チリ（チリ領南極）と イギリス (イギリス領南極地域)が領有権を主張 |
| 南緯64度4分 西経62度0分 / 南緯64.067度 西経62.000度  | 南極海                   | |
| 南緯64度41分 西経62度0分 / 南緯64.683度 西経62.000度 | 南極大陸                 | アルゼンチン（アルゼンチン領南極）と チリ（チリ領南極）と イギリス (イギリス領南極地域)が領有権を主張 |